# Maria del Transito di Gesù Sacramentato
Maria del Transito di Gesù Sacramentato, in spagnolo María del Tránsito de Jesús Sacramentado, al secolo María del Tránsito Eugenia de los Dolores Cabanillas (Santa Leocadia, 15 agosto 1821 – San Vicente, 25 agosto 1885), è stata una religiosa argentina, fondatrice della congregazione delle suore missionarie francescane. È stata proclamata beata da papa Giovanni Paolo II il 14 aprile 2002.

## Biografia
Nata da un'agiata famiglia, in gioventù si iscrisse al terz'ordine secolare francescano e si dedicò alle opere di carità. Dopo la morte dei genitori, tentò di abbracciare la vita religiosa prima nel monastero delle carmelitane di Buenos Aires e poi in quello delle visitandine di Montevideo, ma le sue condizioni di salute la costrinsero ad abbandonare presto il chiostro.
Nel 1878, assieme a due compagne, fondò una congregazione del terz'ordine regolare di san Francesco per l'istruzione e l'educazione delle ragazze povere.
Morì nel 1885.

## Il culto
Il 25 giugno 1999 papa Giovanni Paolo II ha proclamato l'eroicità delle sue virtù riconoscendole il titolo di venerabile.
È stata beatificata in piazza San Pietro a Roma il 14 aprile 2002.